# گابریل کوت
گابریل کوت (به انگلیسی: Gabrielle Cot) یک نقاشی رنگ روغن بر روی بوم اثر ویلیام-آدولف بوگرو نقاش فرانسوی است که در سال ۱۸۹۰ میلادی ترسیم شده‌است. گابریل کوت دختر پیر آگوست کوت نقاش فرانسوی و مشهورترین شاگرد ویلیام-آدولف بوگرو می‌باشد. ابعاد نقاشی ۴۵/۵ در ۳۸ سانتی‌متر است و در مجموعه خصوصی فرد و شرلی رز نگهداری می‌شود.